# Elecciones en Nueva Caledonia
Nueva Caledonia elige a una legislatura. El Congreso Territorial (Congrès Territorial) tiene 54 miembros, siendo los miembros de los tres consejos regionales, todos electos para un plazo de cinco años por representación proporcional. Nueva Caledonia tiene un sistema multipartidista con múltiples partidos fuertes.

### Elecciones
- Elecciones legislativas de Nueva Caledonia de 2004